# Cimitirul Săracilor din Sighetu Marmației

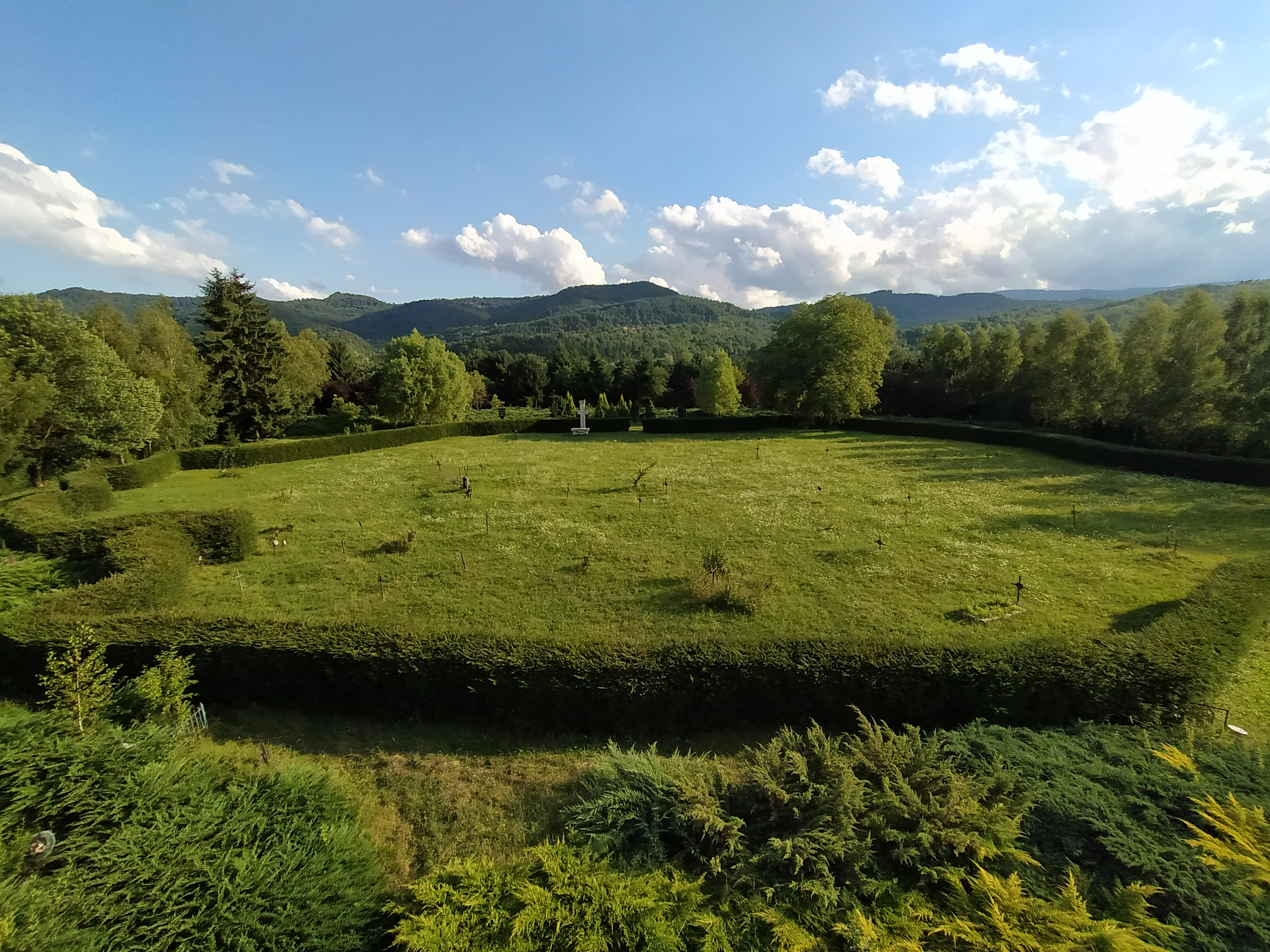
Cimitirul Săracilor

Cimitirul Săracilor este situat la ieșirea din Sighetu Marmației, la mai puțin de 50 de metri de frontiera româno-ucraineană. A servit pe parcursul secolului XX ca loc de înmormântare al săracilor și al persoanelor fără adăpost, pe cheltuiala primăriei.
Între 1950 și 1954 în acest loc au fost îngropați fie individual, fie în gropi comune, deținuții politici ai închisorii de exterminare Sighet. Printre cei îngropați aici se numară Iuliu Maniu, Daniel Ciugureanu, Constantin I. C. Brătianu, Gheorghe Brătianu și mulți alți fruntași politici ai României interbelice. 
Azi acest loc este inclus în Memorialul Victimelor Comunismului.
În anul 2008 un procuror de la Tribunalul Militar Cluj a identificat locul în care au fost înmormântați episcopii catolici decedați în închisoarea Sighet: Valeriu Traian Frențiu, Ioan Suciu, Tit Liviu Chinezu și Anton Durcovici.